# Венценбах
Венценбах (њем. Wenzenbach) општина је у њемачкој савезној држави Баварска. Једно је од 41 општинског средишта округа Регенсбург. Према процјени из 2010. у општини је живјело 8.214 становника. Посједује регионалну шифру (AGS) 9375208.

## Географски и демографски подаци
Венценбах се налази у савезној држави Баварска у округу Регенсбург. Општина се налази на надморској висини од 337–475 метара. Површина општине износи 29,8 km². У самом мјесту је, према процјени из 2010. године, живјело 8.214 становника. Просјечна густина становништва износи 275 становника/km².